# 穆罕默德·扎考拉

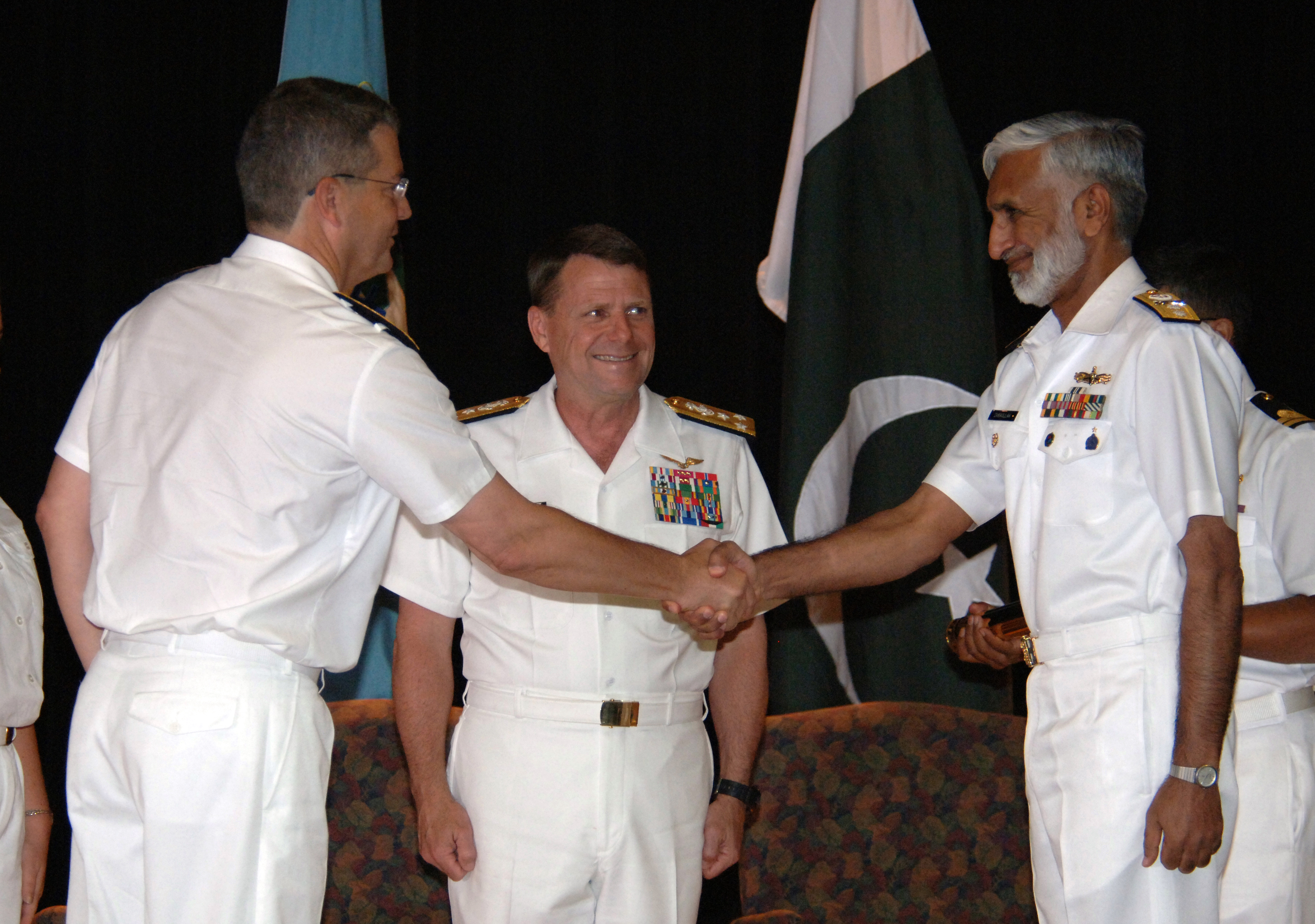
穆罕默德·扎考拉海軍上將（右）

穆罕默德·扎考拉（1958年1月10日—），是巴基斯坦的一名退役海军上将，曾任巴基斯坦海军第15任海军参谋长（海軍司令）。他后来被扎法尔·马哈茂德·阿巴西海军上将接替。
他以体育精神著称，曾代表巴基斯坦参加奥运会帆船类比赛，并获得了国家荣誉。
作为海军总司令，扎考拉海军上将以革命性地改变海军的角色而闻名，他强调了海军在与中国的经济走廊中的作用，并主动加强了和土耳其海军的联系。 他还在建立甚低频设施以提供与潜艇的通信以及通过在海军战略司令部调试巡航导弹系统确保二次打击能力方面发挥了积极作用。他是被马来西亚最高元首授予拿督称号的外国人之一。